# Saltea

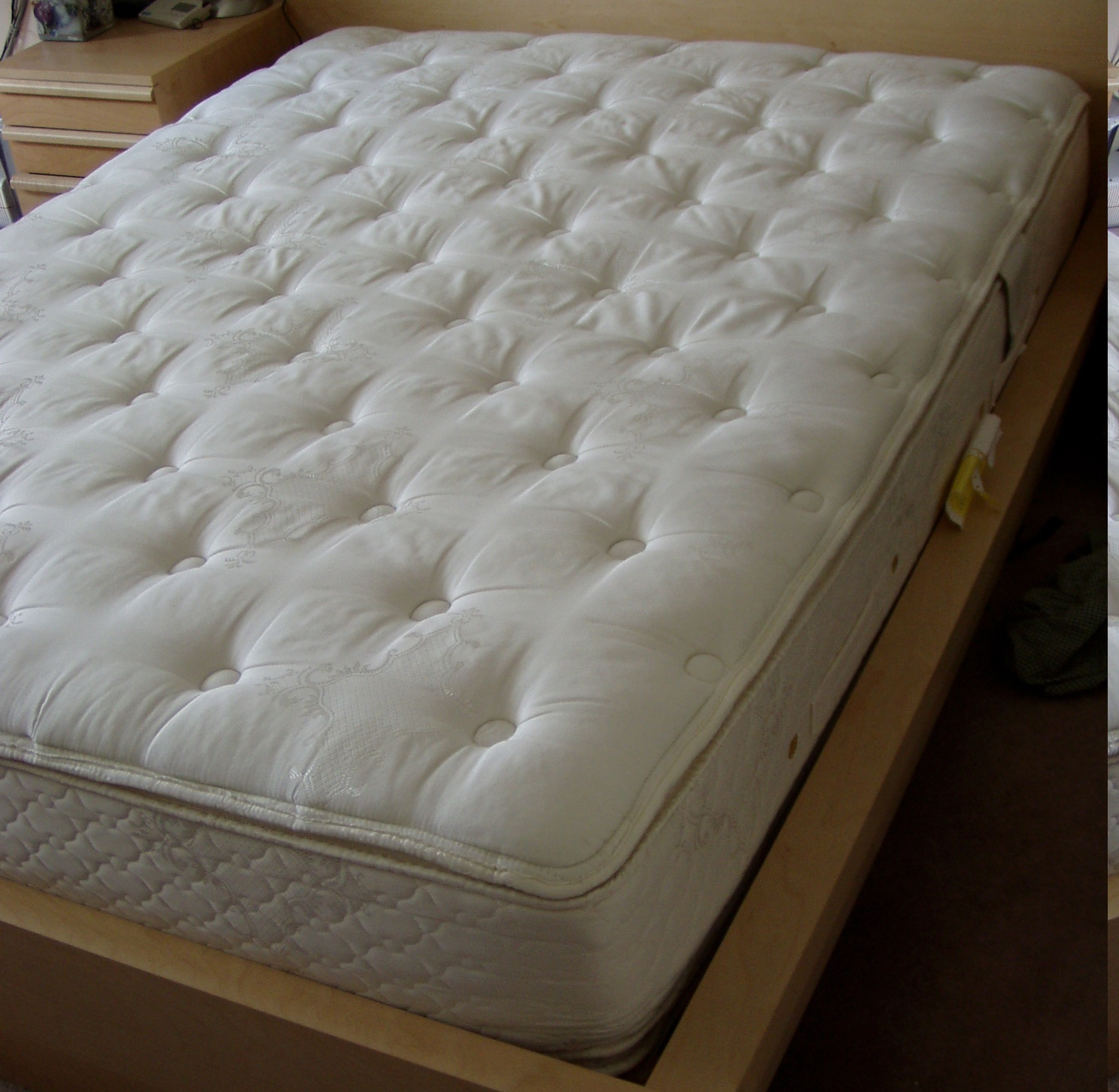
Saltea

Salteaua este un obiect de obicei așezat pe pat pentru a forma un așternut moale, dar poate fi plasată și direct pe podea. Saltelele au diferite tipuri de umpluturi: paie, lână, iarbă-de-mare, vată, pene, aer, apă etc.

## Istorie

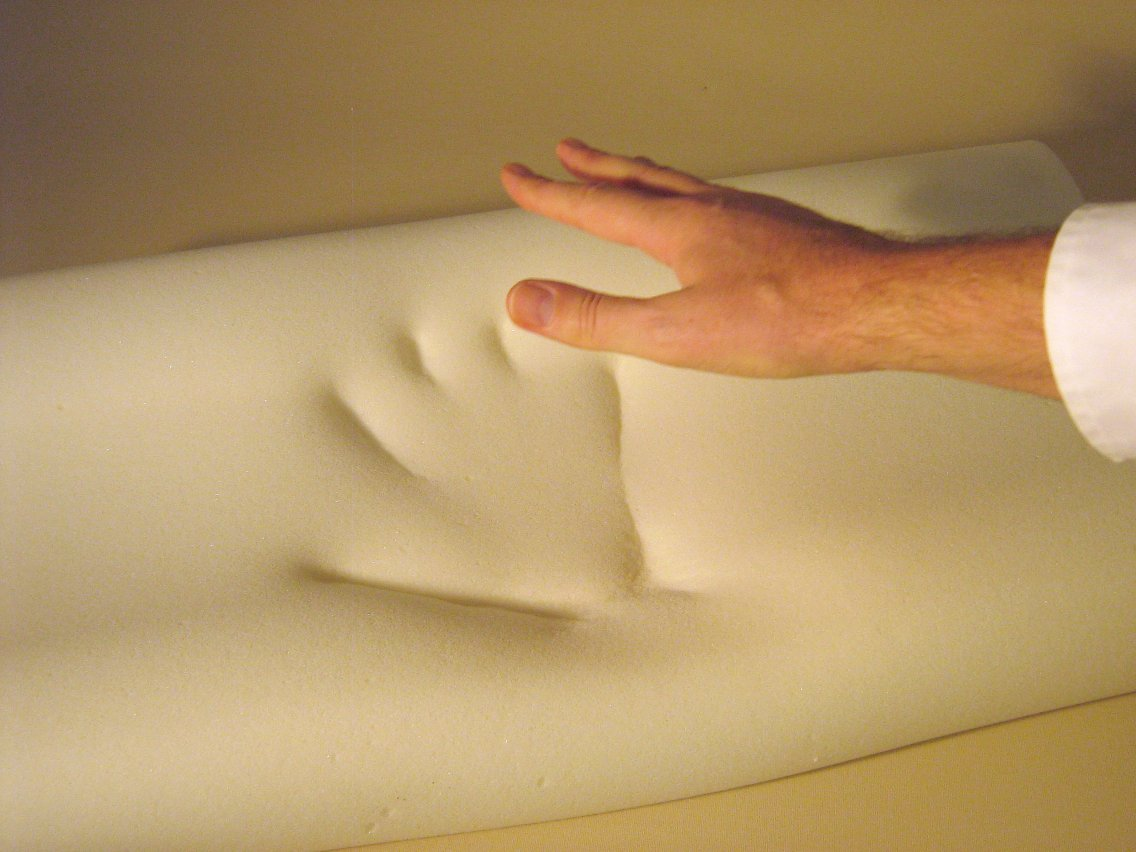
Memory foam

- Perioada neolitică: Sunt inventate salteaua și patul. Primele saltele au fost probabil o grămadă de frunze, iarbă, sau paie acoperite cu o piele de animal.
- 3600 î.H.: În Persia sunt folosite paturi cu saltele din piele de capră umplută cu apă.
- 3400 î.H.: Egiptenii dorm pe ramuri de palmieri adunate în colțul încăperii.
- 200 î.H.: Saltelele din Roma antică sunt făcute din saci umpluți cu trestie, paie sau lână. Cei bogați foloseau pene.
- Secolul al XV-lea: În timpul Renașterii saltelele erau făcute din păstaie de mazăre, paie sau câteodată pene, băgate într-un sac acoperit cu catifea, brocart sau mătase.
- Secolele al XVI-lea și al XVII-lea: Saltelele sunt umplute cu paie sau pufușor, așezate pe un pat constând dintr-o structură de lemn grilaj de suport din frânghii sau piele.
- Începutul secolului al XVIII-lea: Saltelele sunt umplute cu bumbac sau lână.
- Mijlocul secolului al XVIII-lea: Acoperitorile de saltele sunt făcute din pânză de in sau bumbac de calitate superioară.
- Sfârșitul secolului al XIX-lea: Este inventată somiera.
- Anii 1930: Saltele cu arcuri și cu fundații tapisate sunt folosite tot mai mult, iar umplutura artificială devine și ea normală.
- Anii 1950: Sunt puse în vânzare saltele și perne din cauciuc buretos.
- Anii 1960: Patul cu saltea de apă este introdus pe piață.
- Anii 1970: NASA inventează materialul care va fi cunoscut ulterior "memory foam" (material vâsco-elastic)[2].
- Anii 1980: Sunt introduse pe piață saltele de aer din cauciuc vulcanizat sau din vinil.
- 1992: Firma Tempur-Pedic introduce pe piață o saltea din "memory foam".

## Dimensiuni
Saltelele au de obicei o grosime a miezului interior între 12 și 46 cm.

## Tipuri de saltele
- Saltele cu arcuri: au în mijloc un rând de arcuri metalice, peste care se lipesc straturi de feltru pentru susținere și confort. Diametrul și grosimea arcurilor variază, la fel și numărul acestora din saltea. Cu cât arcurile au o grosime mai mare cu atât salteaua va fi mai fermă, iar cu cât arcurile sunt mai înguiste cu atât salteaua va fi mai moale.
- Saltele de burete/spumă memory: sunt făcute din spumă memory/vascoelastice, care este realizată din poliuretan de mare densitate. Fiind sensibilă la temperatură, se adaptează formei corpului pe măsură ce acesta o încălzește. Fiind sensibil la temperatura, poliuretanul memory/vascoelastic incalzeste suprafata de dormit fiind deosebit de placut pe perioada rece a anului
- Saltele cu arcuri îmbrăcate individual sau saltele pocket spring: miezul este compus din arcuri, iar fiecare arc în parte este împachetat individual în material textil. Astfel, fiecare arc se adaptează independent corpului, îmbinarea arcurilor individuale se face fie prin lipire sau prin coasere.
- Saltele de burete/poliuretan: Tipurile de poliuretan pentru saltele sunt de doua feluri. Poliuretan cu celulatie inchisa si poliuretan cu celulatie deschisa (spuma rece)[3]
- Saltele crossover: este o combinație între saltele de pat cu arcuri și cele de burete (latex sau memory)
- Saltele ortopedice: este denumirea generică a saltelelor mai ferme, care asigura alinierea corectă a coloanei vertebrale
- Saltele cu apă: saltea umplută în întregime cu apă, se adaptează formei corpului
- Saltele gonflabile: saltea umplută în întregime cu aer

### Saltele memory foam
Saltelele Memory Foam sunt făcute din spumă vascoelastică, care este realizată din poliuretan de mare densitate. Proprietatea principală o reprezintă faptul că fiind sensibilă la temperatură, se adaptează formei corpului pe măsură ce acesta o încălzește.

#### Istoric
Materialul cărui nume o poartă, memory foam-ul, a fost inventat în anul 1966, în cadrul unui proiect NASA, cu scopul de a îmbunătăți siguranța amortizoarelor din aeronave. Oamenii de știință Chiharu Kubokawa și Charles A. Yost au fost contribuitorii principali ai acetui proiect. În cele din urmă Yost, în colaborare cu NASA, a fondat compania Dunamic Systems, a cărei activitate principală era comercializarea produselor cu memory foam. În anii 1980, drepturile de proprietate intelectuală asupra materialului au expirat, astfel intrând în domeniul public, iar Fagerdala World Foams a fost una dintre puținele firme dispuse să includă memory foam în portofoliu, datorită dificultății și nesiguranței procesului de fabricație. În 1991 salteaua pe care au lansat-o, numită Tempur Pedic, a dus în cele din urmă la compania Tempur World, producătoare de saltele și perne. 
Pe lângă producerea de saltele și perne, memory foam este utilizat în fabricația anumitor produse medicale. 

#### Avantaje
- Sunt reduse punctele de presiune (cu până la 80% față de salteaua tradițională). Acest fapt este important în special pentru cei care dorm în general pe o parte, deoarece necesită o flexibilitate mai ridicată pentru a obține o aliniere corectă a coloanei.
- Efectul de balans este minimizat față de saltelele tradiționale cu arcuri, o veste bună în special pentru persoanele care au un partener care se foiește în timpul nopții.
- Dețin proprietăți hipoalergenice. Din acest punct de vedere sunt recomandate persoanelor care suferă de diverse alergii.
- Saltelele memory își mențin proprietățile în general o perioadă mai îndelungată, beneficiind și de o perioadă de garanție relativ îndelungată
- Din punctul de vedere al întreținerii nu sunt foarte pretențioase, deși este recomandat întoarcerea acestora din când în când (atât de pe o parte pe alta, cât și cât și pe lungime). Adițional este recomandat aspirarea periodică a acestora, folosirea unei huse de protecție etc.

#### Dezavantaje
- Saltelele memory foam pot avea un miros specific atunci când sunt nou achiziționate și chiar dacă acesta dispare în timp
- Unii pot considera că este dificil să își schimbe poziția de dormit, odată ce salteaua s-a conformat cu corpul aflat într-o anumită poziție.
- Dezavantajul faptului că saltelele memory foam sunt sensibile la temperatura, poate fi că în camerele reci acestea să devină mai ferme
- Fiind sensibile la temperatură, saltelele memory foam pot fi considerate mai călduroase.

### Saltele Pocket Spring (cu arcuri împachetate individual)
Saltelele Pocket Spring mai sunt numite și saltele pocket ori saltele cu arcuri împachetate individual. Acestea presupun că arcurile saltelei sunt împachetate unul câte unul în material textil moale, în comparație cu saltelele cu arcuri obișnuite care sunt interconectate. Astfel fiecare arc se poate adapta independent la formele corpului, reducând punctele de presiune.

#### Istoric
Acest tip de saltea a fost introdusă pe piață prima oară în anul 1901, de către firma britanică VI-Spring.

#### Caracteristici
Trei caracteristici sunt importante în ceea ce privește calitatea unei saltea cu arcuri împachetate individual, și anume:
- Numărul arcurilor. Într-o saltea de dimensiuni 150cmx200cm încap minim 600 de arcuri împachetate individual și maxim 2000. Cu cât numărul de arcuri este mai mare cu atât, salteaua se va plia mai bine formelor corpului, fiindcă în acest caz diametrul arcurilor este mai mic. Saltelele pocket spring care conțin un numărul mai mare de arcuri sunt de obicei și mai scumpe.
- Grosimea arcurilor. Moliciunea saltelei pocket spring va fi dată de grosimea arcurilor, și nu de diametrul acestora (saltelele pocket cu un număr mai mic de arcuri împachetate individual, vor avea arcuri cu un diametru mai mare). Cu cât arcurile sunt mai subțiri cu atât salteaua va fi mai moale. Însă, cu cât grosimea arcurilor este mai mare, cu atât suportul oferit este mai mare. De obicei în cazul saltelelor pocket spring cu un număr mare de arcuri se folosesc arcuri cu o grosime mai mică, deoarece greutatea persoanei care folosește salteaua este împărțită pe mai multe arcuri, caz în care este oferit și suportul necesar.
- Cu ce este învelit patul de arcuri. În acest caz diferă de la producător la producător. Saltelele conțin numai patul de arcuri fără a avea un strat adițional, iar unele conțin și un strat de spuma memory (care augmentează moliciunea saltelei).

### Saltelele Ortopedice

#### Istoric
Saltelele ortopedice au luat naștere prin îmbinarea domeniului ortopediei, care se ocupă de studiul oaselor, cu producția de saltele.

#### Caracteristici
- Saltelele ortopedice sunt relativ mai ferme în comparație cu celelalte tipuri de saltele (de la o scală de la 1 la 10, saltelele ortopedice sunt aproximativ între 7 și 10).
- Sunt recomandate în principiu persoanelor care suferă de dureri de spate, gât sau umeri, însă este recomandat și consultarea unui medic cu privire la sursa acestor dureri.
- Deși în general saltelele ortopedice sunt confecționate dintr-un pat de arcuri (deoarece este ușor de influențat fermitatea saltelelor cu arcuri în funcție de grosimea arcurilor), acestea pot fi confecționate din diferite materiale sau pot fi o combinație între mai multe materiale.

## Structura interioară a saltelei
Strucutra unei saltele este formată din 2 părți:
]
Matlasarea: asigură confortul imediat ce se simte în momentul în care ne întindem pe pat. Senzația de confort poate fi de scufundare, moale sau tonică și depinde de calitatea, grosimea și structura materialelor folosite.
Nucleul: asigură susținerea corectă a coloanei vertebrale și permite muschilor să se relaxeze complet. Este realizat din arcuri sau spumă și poate fi mediu ferm, ferm sau foarte ferm. Calitatea structurii elastice este cea care influențează calitatea susținerii spatelui.
În funcție de tipul saltelei, nucleul poate fi din arcuri simple, continue sau împachetate, din latex sau spumă cu memorie.

## Calitatea
Calitatea saltelelor depinde, printre altele, de distribuirea presiunii, microclimatul pielii, igienă, stabilitate pe termen lung etc. Alți parametrii, de exemplu tărimea, sunt specifici pentru fiecare utilizator. Unii preferă saltele mai tari, alții mai moi etc. De aceea, unii producători de saltele confecționează saltele unde o parte este tare, iar cealaltă mai moale, pentru cazul în care dorm pe aceeași saltea persoane cu preferințe diferite.
Saltelele cu arcuri sunt cele mai raspandite modele de saltele la nivel international. Spre deosebire de saltelele cu spuma, memory sau latex termenul de utilizare a saltelelor pe arcuri este mult mai indelungat decat a celor pe spuma.

## Îngrijirea saltelei
- Folosirea unei huse de protecție este recomandată, pentru a proteja salteaua de elementele externe (praf, mizerie, transpirație, celule moarte, mătreață etc.). Aceasta trebuie spălată periodic.
- Este bine ca saltelele să fie întoarse odată la trei luni pentru a asigura uzură uniformă, atât de pe o parte pe alta, cât și pe lungime, inversând zona superioară (de cap) cu cea inferioară (de picioare). Acest lucru este valabil în special pentru saltelele cu arcuri.
- Când se schimbă lenjeria, este recomandat ca și salteaua să fie lăsată "să respire", într-o cameră aerisită.
- Salteaua se curață frecvent și numai cu aspiratorul. Când vine vorba despre curățarea petelor lichide nu este indicată utilizarea substanțelor chimice lichide și nici apă din abundență, fiindcă materialul saltelei se poate deteriora. Astfel, este indicat ca salteaua să fie curațată de îndata ce se observă pata lichidă. Zona afectată se tamponează cu un prosop de hartie, iar apoi cu un săpun normal și o carpă sau un burete ușor umed se îndepartează pata, prin mișcări circulare. După aceasta se poate aspira întreaga zona.
- Salteaua nu trebuie îndoită sau pliată, și nu este indicat să se sară pe aceasta.
- Se urmăresc și instrucțiunile de utilizare ale saltelei.